# Eksperiment
Et eksperiment er en velkontrolleret fremgangsmåde som indgår i den videnskabelige metode, og består af et sæt af handlinger, observationer og fortolkninger, som udføres for at afgøre gyldigheden af en hypotese eller undersøge kausale forhold mellem fænomener. Eksperimentet har status som en hjørnesten i den videnskabelige metode.
I visse eksperimenter bruges en forsøgsperson, der er en person som frivilligt deltager i et forsøg, eksempelvis et klinisk studie.

## Videnskabsteori
Dear (2001, s. 5074) beskriver en ældre filosofisk opfattelse, der ser eksperimentet som et isoleret epistemologisk element og sætter denne over for en ny opfattelse af eksperimentet som en integreret del af et multifaceteret system af praksiser, der tilsammen konstituerer det moderne videnskabelige foretagende. Der henvises bl.a. til Knorr-Cetina (1999, s. 39-43). Følgelig, skriver Dear, har eksperimentet mistet megen af sin tidligere filosofiske mystik.